# Leendert Bosch
Leendert Bosch (Appingedam, 13 november 1924 − 20 januari 2017) was een Nederlands hoogleraar.

## Biografie
Bosch promoveerde in 1955 te Delft op Biochemische en endocrinologische onderzoekingen van normaal en neoplastisch weefsel. De stofwisseling van oestrogeen producerende ovariumtumoren en andere kwaadaardige gezwellen bij de muis. Per 1 juli 1961 werd hij benoemd tot buitengewoon lector aan de Universiteit Leiden waar hij op 21 november van dat jaar zijn oratie Kanker en virus hield. Op 8 mei 1964 werd hij benoemd tot gewoon lector. Op 1 april 1964 werd hij benoemd tot gewoon hoogleraar Biochemie aan diezelfde universiteit. Hij aanvaardde dat ambt op 22 januari 1965 met Geen spel als het spel met de genen. In 1990 ging hij met emeritaat en hield zijn afscheidsrede, getiteld Geen spel als het spel met de genen (deel II) op 16 februari 1990. Hij schreef ook enkele In memoriams van collegae. Bosch was sinds 1978 lid van de Koninklijke Nederlandse Akademie van Wetenschappen.
Bosch was betrokken bij het CDA en schreef enkele artikelen voor het partijblad Christen democratische verkenningen. Maandblad van het Wetenschappelijk Instituut voor het CDA.
Prof. dr. L. Bosch overleed begin 2017 op 92-jarige leeftijd.